# Asura lutara
Asura lutara là một loài bướm đêm thuộc phân họ Arctiinae, họ Erebidae.